# Anopsicus
Anopsicus är ett släkte av spindlar. Anopsicus ingår i familjen dallerspindlar.

## Dottertaxa tillAnopsicus, i alfabetisk ordning[1]
- Anopsicus alteriae
- Anopsicus banksi
- Anopsicus beatus
- Anopsicus bispinosus
- Anopsicus bolivari
- Anopsicus boneti
- Anopsicus bryantae
- Anopsicus ceiba
- Anopsicus chiapa
- Anopsicus chickeringi
- Anopsicus chiriqui
- Anopsicus clarus
- Anopsicus concinnus
- Anopsicus covadonga
- Anopsicus cubanus
- Anopsicus davisi
- Anopsicus debora
- Anopsicus definitus
- Anopsicus elliotti
- Anopsicus evansi
- Anopsicus exiguus
- Anopsicus facetus
- Anopsicus grubbsi
- Anopsicus gruta
- Anopsicus hanakash
- Anopsicus iviei
- Anopsicus jarmila
- Anopsicus jeanae
- Anopsicus joyoa
- Anopsicus lewisi
- Anopsicus limpidus
- Anopsicus lucidus
- Anopsicus malkini
- Anopsicus mckenziei
- Anopsicus mirabilis
- Anopsicus mitchelli
- Anopsicus modicus
- Anopsicus nebulosus
- Anopsicus niveus
- Anopsicus nortoni
- Anopsicus ocote
- Anopsicus palenque
- Anopsicus panama
- Anopsicus pearsei
- Anopsicus pecki
- Anopsicus placens
- Anopsicus potrero
- Anopsicus puebla
- Anopsicus pulcher
- Anopsicus quatoculus
- Anopsicus quietus
- Anopsicus reddelli
- Anopsicus silvai
- Anopsicus silvanus
- Anopsicus soileauae
- Anopsicus speophilus
- Anopsicus tehuanus
- Anopsicus tico
- Anopsicus troglodyta
- Anopsicus turrialba
- Anopsicus wileyae
- Anopsicus vinnulus
- Anopsicus zeteki
- Anopsicus zimmermani